# Mike Markkula
Armas Clifford "Mike" Markkula, Jr. (Los Angeles, 11 de fevereiro de 1942) é um investidor e empresário americano descendente de finlandeses e segundo CEO da Apple, onde participou como um dos primeiros investidores. Ele foi apresentado a Steve Jobs e Steve Wozniak quando eles estavam procurando por financiamento para fabricar o computador Apple II, depois de ter vendido apenas algumas unidades da primeira versão da máquina, o Apple I. Sob sua orientação e financiamento, a Apple deixou de ser uma comunidade social, para ser uma empresa.
Quando foi apresentado a Steve Jobs e Steve Wozniak, Mike Markkula participou como um investidor-anjo. A função de um investidor-anjo é agregar valor para o empreendedor não apenas com o capital, mas também com seus conhecimentos e rede de relacionamentos, pois geralmente é um profissional experiente ou ex-empreendedor que já passou por outras áreas do empreendedorismo e sabe como aplicar dinheiro. É um investimento que também é conhecido como ‘smart-money’.